# Grüna (Lößnitz)
Das  westerzgebirgische Dorf Grüna (früher Grune für Ort im Grünen) ist ein Ortsteil der Bergstadt Lößnitz im Erzgebirgskreis, Sachsen, Deutschland und gehört damit zum Städtebund Silberberg.

## Geographie
Das Waldstreifendorf Grüna ist eine Ansiedlung von 13 Gehöften und liegt etwa sieben Kilometer nördlich von Aue im Erzgebirge auf dem Südwesthang des Berges Katzenstein, sowie östlich eines flachen Höhensattels mit ca. 540 m ü. NN. Die Ortslage steigt von Westen (ca. 525 m) nach Osten (ca. 550 m) leicht an.
Der Katzenstein zählt zum nördlichen Teil der Zwönitzer Hochfläche, welche sich im Süden bis nach Kühnhaide erstreckt.
Die Zwönitzer Hochfläche, auf welcher auch Grüna liegt, besteht hauptsächlich nur aus schwach bis mäßig geböschten Hangmulden und Muldentälchen, die überwiegend zur Chemnitz hin entwässern. In den meist vernässten Hohlformen findet man Grünland vor. Die flach zerdellten Rücken der Hochfläche werden überwiegend landwirtschaftlich genutzt. Die Gesteine des Katzensteins liefern zudem noch steinreiche und gleichzeitig nährstoffarme Böden. Jedoch bestehen gegenüber dem Lößnitzgetäle günstigere Reliefbedingungen. Die merklich über die westliche und nördliche Umgebung aufragende Hochfläche ist kräftigen Winden ausgesetzt. Die exponierte Lage des Katzensteins ruft bei Nordwestwetterlagen klimatische Luveffekte hervor.
Auf der Ortsgrenze zu Beutha entspringt der Beuthenbach, ein Quellast der Würschnitz. Das Quellgebiet selbst und die ersten 500 m des Baches sind jedoch verrohrt und damit nicht mehr sichtbar.
Folgende Orte grenzen an Grüna (im Uhrzeigersinn von Norden beginnend): Beutha, Affalter, Lößnitz und Hartenstein.

## Verkehr
Grüna hat zwei Straßen: die Dorfstraße und die Beuthaer Straße. Die Dorfstraße verbindet Grüna mit der Bundesstraße 169 und die Beuthaer Straße mit der Lößnitzer Straße, die zur A 72 führt.

## Geschichte
Die kleine Waldstreifenanlage mit einer nur 85 Hektar großen Flur lässt an eine Spätgründung denken, welche zur Herrschaft Hartenstein gehörte. Die ersten bekannten Erwähnungen stammen aus dem Jahr 1528 als die neue Grün und aus dem Jahr 1539 als Grune, für Ort im Grünen. Im 18. Jahrhundert wurde es als Kampfersgrün (Wüstung?) und im 19. Jahrhundert als Waitzengrün bezeichnet.
Bereits im Jahr 1660 wurde es als eine 12-Garten-Güter-Siedlung bezeichnet. Diese 12 Kleinbauern, sogenannte Gärtner, bewirtschafteten das Land und betrieben ab dem 18. Jahrhundert zugleich Strumpfwirkerei. Der Strumpfwirkstuhl fand dabei meist in einem Anbau Platz. Mit Aufkommen mechanischer Wirkstühle in Fabriken ging dieses Hausgewerbe in Grüna ein und die Bauern pachteten Land von den anliegenden Gemeinden. 1925 gehörten alle 78 Einwohner der evangelisch-lutherischen Konfession an. Dreiviertel der Arbeitskräfte waren in der LPG Frischer Wind (Typ I) tätig. Bei der Bevölkerungszählung im Jahre 1964 wies Grüna die weitaus geringste Einwohnerzahl unter den Gemeinden des ehemaligen Bezirkes Karl-Marx-Stadt auf. 1974 erfolgte die Eingemeindung des Dorfes nach Affalter, Gleiches galt auch für die Arbeiter der LPG Frischer Wind, welche seitdem im Rahmen der LPG Affalter tätig waren.
Die kleine Gemeinde war immer nach Lößnitz gepfarrt und gehört, seit der am 1. Januar 1999 erfolgten Eingemeindung von Affalter nach Lößnitz, ebenfalls als Ortsteil zur Bergstadt. Die Einschulung erfolgt grundsätzlich im Nachbarort Beutha, auf Wunsch der Eltern kann auch Lößnitz gewählt werden. Der Ort gehörte bis zum 31. Juli 2008 zum heute nicht mehr existierenden Landkreis Aue-Schwarzenberg. Die Struktur des Ortes blieb bis zum heutigen Tag weitestgehend erhalten.

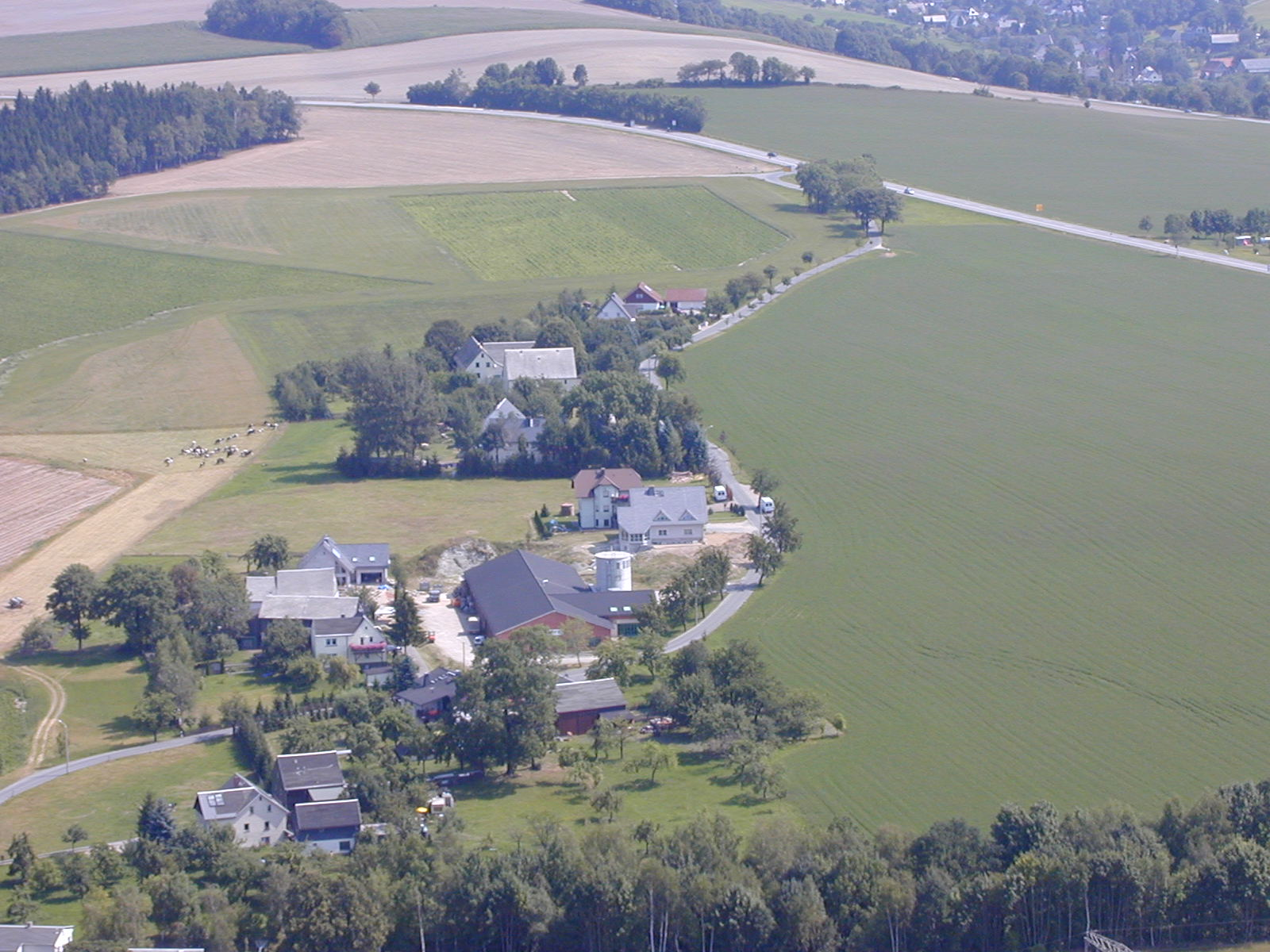
Oberer Teil Grünas, ehemalige Bahnstrecke mit Feuerwehrhaus (unten links), im Hintergrund der Ortsteil Affalter (oben rechts)

### Einwohnerentwicklung
Folgende Einwohnerzahlen beziehen sich auf das Flurgebiet der Gemeinde Grüna:
| 1546 bis 1871 - 1546 – 12 - 1750 – 12 - 1834 – 54 - 1871 – 79 | 1890 bis 1939 - 1890 – 81 - 1910 – 78 - 1925 – 78 - 1939 – 68 | 1946 bis 1964 - 1946 – 76 - 1950 – 76 - 1964 – 85 - 2008 – 105 |

 Quelle: Digitales Historisches Ortsverzeichnis von Sachsen, Stadtrat Lößnitz (2008)

### Ehemalige Bahntrasse
Bereits 1873 führten polnische und italienische Arbeiter Erdbewegungsarbeiten für die Bahnstrecke Zwönitz–Stollberg aus. Obwohl die Baugesellschaft wenig später in Konkurs ging, konnte diese 16,6 km lange Sekundärbahn nach einer Bauzeit von Oktober 1887 bis Juli 1889 am 15. Juli 1889 eröffnet werden. Die Strecke über Grüna war vor allem für den Kohleverkehr aus dem Oelsnitzer Revier ins Erzgebirge vorgesehen. Der reguläre Personenverkehr wurde am 10. Oktober 1966 eingestellt und ein Jahr später der Güterverkehr. Die vollständige Stilllegung erfolgte am 1. Januar 1971. Mit dem Abbau der Gleise wurde im Dezember 1972 begonnen.
Heute befindet sich das Gelände der Freiwilligen Feuerwehr Grüna im alten Bahneinschnitt, auf dem jedes Jahr der Tag der Deutschen Einheit mit einem großen Feuerwehrfest gefeiert wird. Unter anderem wird dabei mit DDR-Technik der Löschangriff auf Zeit mit vielen Feuerwehren aus der Umgebung durchgeführt.